# Andrea Lowe
Andrea Lowe (Arnold, Nottingham, 1 januari 1975) is een Engelse actrice.
Lowe werd geboren in een voorstad van Nottingham in het midden van Engeland. Zij begon haar theaterloopbaan in Sheffield met The Birthday Party van Harold Pinter. Sindsdien trad ze regelmatig in het theater op. Als achttienjarige speelde ze voor het eerst in een film, een muzikale komedie. Daarna kreeg ze een aantal bijrollen, tot ze in 2010 de vrouwelijke hoofdrol speelde in de Britse drama-thriller Route Irish. 
Behalve op het toneel en in de filmstudio speelde Lowe tot nu toe in een twintigtal tv-series en -films, onder andere in drie afleveringen van Coronation Street (2009), de langstlopende soapserie ooit en in The Bill. Andrea Lowe is ook in Nederland en België bekend van verschillende tv-series, onder andere The Tudors (2008), Silent Witness (2008), Torchwood (2008) en recentelijk DCI Banks (vanaf 2011 tot heden), waarin ze tegenover Stephen Tompkinson de vrouwelijke hoofdrol speelt. In 2014 speelde ze een gastrol in Lewis, Midsomer Murders en Inspector George Gently.